# Agardhiella crassilabris
Agardhiella crassilabris is een slakkensoort uit de familie van de Argnidae. De wetenschappelijke naam van de soort is voor het eerst geldig gepubliceerd in 1968 door Grossu & Negrea.